# Folkets Befrielseshær
Folkets Befrielseshær (forenklet kinesisk: 中国人民解放军; traditionelt kinesisk: 中國人民解放軍; pinyin: Zhōngguó Rénmín Jiěfàngjūn) er Kinas kommunistiske partis militære del og de facto Kinas militær, bestående af hær, flåde, missilforsvar og luftvåben. Folkets Befrielseshær blev etableret 1. august 1927, hvilket fejres hvert år den 1. august som "Befrielseshærens dag". Dens insignier består af en runddel med en stjerne og de kinesiske skrifttegn for "otte en", som refererer til 1. august, som var datoen for Nanchangoprøret i 1927.
Folkets Befrielseshær er verdens største militærstyrke målt på antal ansatte med omkring 3 millioner. Den har også verdens største stående hær med ca. 2,25 millioner soldater. Folkets Befrielseshær består af fem primære afdelinger:
- Folkets Befrielseshærs landtropper

- Folkets Befrielseshærs flåde

- Folkets Befrielseshærs luftvåben

- Folkets Befrielseshærs artilleristyrker (strategisk missilforsvar)

- Folkets Befrielseshærs reservestyrke.

Militærtjeneste er i teorien obligatorisk for alle mænd når de fylder 18 år, kvinder kan registrere sig til at gøre tjeneste indenfor medicin, sundhed og og andre tekniske tjenester fra en alder på 14 år. Til trods for dette har Kina aldrig benyttet sig af muligheden grundet et stort antal frivillige der melder sig til militærtjeneste. Tjenestegørende soldater der bliver hjemsendt er opskrevet i reserven, som drives som en veteran standbystyrke.
Folkets Befrielseshær er formelt under kommando af Centralmilitærkommissionen. Kinas forsvarsministerium, som er underlagt Folkerepublikken Kinas statsråd har ingen autoritet overfor for Folkets Befrielseshær og er derfor væsentligt mindre magtfuld end Centralmilitærkommissionen (CMC). Forsvarsministeriet har løbende kontrol med Folkets Befrielseshær.
Tidligere CMC formand Hu Jintao har defineret Folkets Befrielseshærs mission som:
- Konsolidere kommunistpartiets herskende status.
- Hjælpe med at sikre Kinas suverænitet, territoriale integritet og indenrigssikkerhed for at kunne fortsætte den nationale udvikling.
- Sikre Kinas voksende nationale interesser.
- Hjælpe med at sikre verdensfreden.

#### Årsrapporter til den amerikanske kongres
Mandated by the FY2000 National Defense Authorization Act, this annual report discusses China's military and security strategies, technological advancements in its capabilities, military doctrine, and security issues in the Taiwan Strait.
- The Military Power of the People's Republic of China Arkiveret 27. november 2007 hos  Wayback Machine Annual Report to Congress 2004, Office of the Secretary of Defense.
- The Military Power of the People's Republic of China Arkiveret 22. november 2009 hos  Wayback Machine Annual Report to Congress 2005, Office of the Secretary of Defense.
- The Military Power of the People's Republic of China Arkiveret 27. november 2007 hos  Wayback Machine Annual Report to Congress 2006, Office of the Secretary of Defense.
- The Military Power of the People's Republic of China Arkiveret 5. august 2009 hos  Wayback Machine Annual Report to Congress 2007, Office of the Secretary of Defense.
- The Military Power of the People's Republic of China Arkiveret 4. september 2009 hos  Wayback Machine Annual Report to Congress 2009, Office of the Secretary of Defense.

#### Øvrige
- Andy Bunk Forgotten Arkiveret 27. november 2007 hos  Wayback Machine A look at the changing roles of the Chinese militia system in the Communist era from its inception to the present.
- Scott Cooper China's Path to Power Arkiveret 27. november 2007 hos  Wayback Machine Capability guidance, net assessments and strategic policy development.
- Andrew Scobell and Roy D. Kamphausen, editors Right Sizing the People's Liberation Army: Exploring the Contours of China's Military Arkiveret 19. februar 2013 hos  Wayback Machine (Strategic Studies Institute and The National Bureau of Asian Research, September 2007)
- Roy D. Kamphausen, Andrew Scobell and Travis Tanner, editors, The "People" in the PLA: Recruitment, Training, and Education in China's Military Arkiveret 19. februar 2013 hos  Wayback Machine (Strategic Studies Institute and The National Bureau of Asian Research, September 2008)
- Roy Kamphausen, David Lai, Andrew Scobell, editors Beyond the Strait: PLA Missions other than Taiwan Arkiveret 19. februar 2013 hos  Wayback Machine (Strategic Studies Institute and The National Bureau of Asian Research, April 2009)
- Kamphausen, Lai, and Scobell (ed.s), 'The PLA at Home and Abroad: Assessing the Operational Capabilities of China's Military,' Strategic Studies Institute, U.S. Army War College, June 2010
- Matthew Boswell Media Relations in China’s Military: The Case of the Ministry of National Defense Information Office Arkiveret 7. september 2013 hos  Wayback Machine (Asia Policy, July 2009)